# Parafia Niepokalanego Serca Najświętszej Maryi Panny w Zakopanem
Parafia Niepokalanego Serca Najświętszej Maryi Panny w Zakopanem-Krzeptówkach – parafia rzymskokatolicka należąca do dekanatu Zakopane archidiecezji krakowskiej. Została utworzona w 1983. 
Kościół parafialny wzniesiono w latach 1987–1992. Świątynia została konsekrowana przez Jana Pawła II 7 czerwca 1997 roku. Mieści się na Krzeptówkach.

## Proboszczowie
- ks. Mirosław Drozdek SAC (1983–2007)
- ks. Marian Mucha SAC (od 2007)